# Бернсвілл (Міссісіпі)
Бернсвілл (англ. Burnsville) — місто (англ. town) в США, в окрузі Тішомінґо штату Міссісіпі. Населення — 868 осіб (2020).

## Географія
Бернсвілл розташований за координатами 34°49′55″ пн. ш. 88°19′7″ зх. д. / 34.83194° пн. ш. 88.31861° зх. д. (34.832039, -88.318699).  За даними Бюро перепису населення США в 2010 році місто мало площу 12,41 км², з яких 12,36 км² — суходіл та 0,05 км² — водойми.

## Демографія
Згідно з переписом 2010 року, у місті мешкало 936 осіб у 387 домогосподарствах у складі 251 родини. Густота населення становила 75 осіб/км².  Було 450 помешкань (36/км²).
Расовий склад населення:
| - 97,3 % — білих - 0,4 % — корінних американців - 0,1 % — вихідців з тихоокеанських островів - 0,1 % — чорних або афроамериканців - 0,1 % — азіатів |

До двох чи більше рас належало 1,3 %. Частка іспаномовних становила 1,6 % від усіх жителів.
За віковим діапазоном населення розподілялося таким чином: 25,9 % — особи молодші 18 років, 59,8 % — особи у віці 18—64 років, 14,3 % — особи у віці 65 років та старші. Медіана віку мешканця становила 39,7 року. На 100 осіб жіночої статі у місті припадало 94,6 чоловіків;  на 100 жінок у віці від 18 років та старших — 90,7 чоловіків також старших 18 років.
Середній дохід на одне домашнє господарство  становив 37 437 доларів США (медіана — 24 522), а середній дохід на одну сім'ю — 44 049 доларів (медіана — 28 750). За межею бідності перебувало 34,3 % осіб, у тому числі 53,9 % дітей у віці до 18 років та 10,9 % осіб у віці 65 років та старших.
Цивільне працевлаштоване населення становило 337 осіб. Основні галузі зайнятості: освіта, охорона здоров'я та соціальна допомога — 18,4 %, роздрібна торгівля — 17,8 %, виробництво — 14,2 %, мистецтво, розваги та відпочинок — 11,3 %.